# NGC 6818
NGC 6818 (również Perełka lub Mały Klejnot) – mgławica planetarna znajdująca się w konstelacji Strzelca. Została odkryta 8 sierpnia 1787 roku przez Williama Herschela. Według różnych szacunków mgławica ta jest odległa od 7300 do 8200 lat świetlnych od Ziemi.